# EVault
EVault, una filial de Seagate Technology, es un proveedor de copias de seguridad y recuperación. EVault y su red de partners desarrollan y dan soporte a instalaciones en el sitio, basadas en la nube, y copias híbridas. Centrados en la mediana y gran empresa con necesidades en servicios de copias de Seguridad, Recuperación de datos, Plan de recuperación ante desastres, y almacenamiento en nube o servicio de backup remoto. La empresa ofrece servicios principalmente a clientes de sectores altamente controlados—Financieros, Legales, Salud—así como a gobiernos, educación, telecomunicaciones y asociaciones sin ánimo de lucro. Su Sede se encuentra en San Francisco, California, EE. UU.. La Empresa opera en Norteamérica y EMEA (Europa, Oriente Medio y África).

## Historia
EVault fue fundada en el año 1997 como una Empresa de Servicios en la Nube. Para el año 2006 EVault se había convertido, a través de las ventas y adquisiciones (incluyendo la línea de producto Open File Manager de St. Bernard Software), en una de las compañías de más rápido crecimiento en Norteamérica. Seagate Technology, adquirió ActionFront Data Recovery Labs en noviembre del 2005 y puso en marcha Seagate Recovery Services, adquiriendo EVault in 2007. En 2007 Seagate también absorbió MetaLINCS, la cual proporcionó software de E-Discovery y soluciones de servicios gestionados.
En septiembre de 2008, Seagate unificó estas adquisiciones, que habían estado operando como una división de Seagate, con el nombre de Seagate Services, como una nueva entidad, formalmente llamada i365, una compañía Seagate. Seagate Recovery Services fue creada del nicho de i365 en el 2011. Y en diciembre de ese mismo año, el nombre de EVault se restauró como gran valor de prestigio en el mercado.

## Productos y Servicios de Copias y Recuperación
La línea de productos EVault incluye software, dispositivo físico(appliance), y software-as-a-service or SaaS, y todos comparten una plataforma tecnológica común. La Empresa potencia en sus clientes el despliegue de tecnología EVault en sus instalaciones y fuera de las mismas en combinación híbrida o "conectado a la Nube".
- EVault SaaS para copias de seguridad y recuperación basados en la Nube.
- EVault Cloud Disaster Recovery Service for recuperación gestionada en la "Nube EVault" con 4, 24 y 48 horas de Acuerdo de Nivel de Servicio.
- EVault Plug-n-Protect para appliances en el cliente, copias y recuperación todo-en-uno.
- EVault Software para copias disco a disco, copias y recuperación en casa del cliente.
- EVault Endpoint Protection para copias, recuperación y seguridad para portátiles y sobremesa.